# Eutelsat Hot Bird 13C
Eutelsat Hot Bird 13C (precedentemente chiamato Hot Bird 9) è un satellite per le trasmissioni televisive del gruppo Eutelsat Communications che, attraverso appositi ricevitori sulla Terra collegati ad antenne paraboliche di diametro poco superiore a 70 cm, copre le regioni dell'Europa, Nordafrica e Medio Oriente. Dalla sua posizione, in orbita geostazionaria sull'equatore, a 13° est del meridiano di Greenwich deriva il suo nome. La lettera finale segue alfabeticamente l'ordine cronologico di lancio dei satelliti della serie Hot Bird situati nella medesima posizione.

## Storia
Il satellite Hot Bird 9 fu messo in orbita nel dicembre 2008 con un razzo Ariane 5 partito dal sito di lancio ELA-3 del Centre Spatial Guyanais di Kourou nella Guyana francese.
A partire dal 1º marzo 2012 il gruppo ha adottato una nuova denominazione per l'intera flotta satellitare, quindi il satellite ha cambiato il suo nome in Eutelsat Hot Bird 13C.

## Transponder
I 64 ripetitori (transponder) presenti sul satellite trasmettono, qualora utilizzati, sulle frequenze della banda Ku.
Questa lista è suscettibile di variazioni e potrebbe essere incompleta o non aggiornata.

Fonte: LyngSat, 1º ottobre 2014
| Transponder | Frequenza (MHz) | Polarizzazione | Standard | Modulazione | Symbol rate (baud) | FEC (bit) | Provider           |
| ----------- | --------------- | -------------- | -------- | ----------- | ------------------ | --------- | ------------------ |
| 1           | 11219           | H              | DVB-S2   | 8PSK        | 29900              | 3/5       | Xtra TV            |
| 2           | 11240           | V              | DVB-S    | QPSK        | 27500              | 3/4       | Eutelsat           |
| 3           | 11258           | H              | DVB-S2   | 8PSK        | 27500              | 3/4       | TVN                |
| 4           | 11278           | V              | DVB-S2   | 8PSK        | 27500              | 3/4       | data               |
| 5           | 11296           | H              | DVB-S    | QPSK        | 27500              | 5/6       | Eutelsat           |
| 6           | 11317           | V              | DVB-S2   | 16APSK      | 33000              | 2/3       | data               |
| 7           | 11334           | H              | DVB-S    | QPSK        | 27500              | 3/4       | Arqiva             |
| 8           | 11355           | V              | DVB-S2   | 16APSK      | 33000              | 2/3       | data               |
| 9           | 11373           | H              | DVB-S2   | 8PSK        | 27500              | 3/4       |                    |
| 10          | 11393           | V              | DVB-S2   | 8PSK        | 27500              | 3/4       | Platforma Canal+   |
| 11          | 11411           | H              | DVB-S2   | 8PSK        | 27500              | 3/4       | Platforma Canal+   |
| 13          | 11449           | H              | DVB-S2   | 8PSK        | 27500              | 3/4       | Platforma Canal+   |
| 15          | 11488           | H              | DVB-S2   | 8PSK        | 27500              | 3/4       | Platforma Canal+   |
| 16          | 11508           | V              | DVB-S2   | 8PSK        | 27500              | 3/4       | Platforma Canal+   |
| 17          | 11526           | H              | DVB-S2   | 8PSK        | 29700              | 2/3       | Kabelio            |
| 51          | 11747           | H              | DVB-S2   | 8PSK        | 27500              | 3/4       | Du                 |
| 52          | 11766           | V              | DVB-S2   | 8PSK        | 29900              | 3/4       | Rai                |
| 54          | 11804           | V              | DVB-S2   | 8PSK        | 29700              | 2/3       | Nova               |
| 60          | 11919           | V              | DVB-S2   | QPSK        | 29900              | 2/3       | Mediaset           |
| 70          | 12111           | V              | DVB-S    | QPSK        | 27500              | 3/4       | Telespazio         |
| 95          | 12616           | H              | DVB-S    | QPSK        | 29900              | 5/6       | data               |
| 96          | 12635           | V              | DVB-S    | QPSK        | 29900              | 5/6       | spenta             |
| 97          | 12654           | H              | DVB-S    | QPSK        | 27500              | 5/6       | spenta             |
| 99          | 12692           | H              | DVB-S2   | 8PSK        | 27500              | 3/4       | Mediawan Thematics |
| 100         | 12713           | V              | DVB-S2   | 8PSK        | 29900              | 3/4       | spenta             |
| 101         | 12731           | H              | DVB-S2   | 8PSK        | 29900              | 3/4       | spenta             |
| 110         | 10719           | V              | DVB-S2   | 8PSK        | 27500              | 3/4       | Platforma Canal+   |
| 112         | 10758           | V              | DVB-S2   | 8PSK        | 27500              | 3/4       | Polsat Box         |
| 114         | 10796           | V              | DVB-S2   | 8PSK        | 27500              | 3/4       | Platforma Canal+   |
| 119         | 10892           | H              | DVB-S2   | 8PSK        | 27500              | 3/4       | Platforma Canal+   |
| 120         | 10911           | V              | DVB-S2   | 8PSK        | 27500              | 3/4       | Polsat Box         |
| 121         | 10930           | H              | DVB-S2   | 8PSK        | 30000              | 2/3       | Eutelsat           |
| 132         | 11158           | V              | DVB-S2   | 8PSK        | 27500              | 3/4       | Polsat Box         |